# Гобрий (военачальник Артаксеркса II)
Гобрий (др.-греч. Γωβρυας; V век до н. э.) — военачальник персидского царя Артаксеркса II, возможно, правитель Вавилонии.

## Биография
По свидетельству Ксенофонта, Гобрий был одним из военачальников армии Артаксеркса II во время сражения при Кунаксе, произошедшего в 401 году до н. э., когда на персидский трон претендовал младший брат царя Кир Младший.
В текстах архива торгового дома Мурашу, составленных в промежуток времени между 421 и 417 гг. до н. э., упоминается «наместник Аккада» (то есть Вавилонии), Губару. По мнению ряда учёных, в том числе Дандамаева М. А., речь идёт о Гобрии, о котором говорит Ксенофонт. Исследователь Орлов В. П. считает, что в таком случае к 401 году до н. э. Гобрий был уже далеко не молодым человеком; и не исключает его родственной связи с одноимённым знатным заговорщиком, принявшим участие в свержении Бардии и возведении на престол Дария I. В таком случае Гобрий командовал воинским контингентом из Вавилонии, в состав которого, по предположению Орлова В. П., могли входить также эламиты.